# Dry Prong
Dry Prong és una població dels Estats Units a l'estat de Louisiana. Segons el cens del 2000 tenia 890 habitants.

## Demografia
Segons el cens del 2000, Dry Prong tenia 421 habitants, 176 habitatges, i 124 famílies. La densitat de població era de 122,2 habitants/km².
Dels 176 habitatges en un 30,7% hi vivien nens de menys de 18 anys, en un 55,7% hi vivien parelles casades, en un 11,9% dones solteres, i en un 29,5% no eren unitats familiars. En el 28,4% dels habitatges hi vivien persones soles el 14,8% de les quals corresponia a persones de 65 anys o més que vivien soles. El nombre mitjà de persones vivint en cada habitatge era de 2,39 i el nombre mitjà de persones que vivien en cada família era de 2,91.
Per edats la població es repartia de la següent manera: un 25,7% tenia menys de 18 anys, un 5,7% entre 18 i 24, un 25,7% entre 25 i 44, un 27,8% de 45 a 60 i un 15,2% 65 anys o més.
L'edat mediana era de 40 anys. Per cada 100 dones de 18 o més anys hi havia 94,4 homes.
La renda mediana per habitatge era de 32.917 $ i la renda mediana per família de 43.214 $. Els homes tenien una renda mediana de 36.944 $ mentre que les dones 18.864 $. La renda per capita de la població era de 13.978 $. Entorn del 12,9% de les famílies i el 19% de la població estaven per davall del llindar de pobresa.

## Poblacions més properes
El següent diagrama mostra les poblacions més properes.